# Алексеев, Алексей Евгеньевич
Алексеев Алексей Евгеньевич (род. 21 марта 1978 года, г. Москва) — российский спортсмен. Мастер спорта России международного класса по Кёкусинкай (2002). Обладатель 2-го дана по Будокай IBK (2010) и WIBK (2012), 1 дана по Кёкусинкай IFK (1998).

## Спортивная карьера
С 1990 года занимается восточными единоборствами.
С 1990 года по 2003 год тренировался в Спортивном клубе «Бусидо» (Москва). Начинал тренироваться под руководством В.Минькова, с 1996 года — под руководством К.Белого.
Прошёл все стадии подготовки и спортивных выступлений: от победителя Первенства России среди юношей (1993) до Чемпиона Европы среди мужчин (2001).
Первый в клубе Чемпион России по ката (1992). Чемпион Европы ИФК (2001), призёр чемпионата России (2001), чемпион Германии ИФК (2000), чемпион Польши ИФК (2002). Многократный чемпион и призёр чемпионатов и первенств России, Москвы, региональных и всероссийских турниров.
Мастер спорта России международного класса по Кёкусинкай (2002).
Обладатель 2-го дана по Будокай IBK (2010) и WIBK (2012), 1 дана по Кёкусинкай IFK (1998).
В настоящее время входит в руководство Спортивного клуба «Бусидо».